# Centaurea graminifolia
Centaurea graminifolia — вид квіткових рослин айстрових (Asteraceae). Ареал: Франція, Італія, Марокко, Португалія, Іспанія.

## Середовище
Населяє вологі пасовища, добре зволожені світлолісся середніх і високих гір.

## Морфологічна характеристика
Багаторічна сірувато-зелена рослина. Листки прикореневі ± в розетці, швидко опадають, з ланцетною пластиною з цільними краями, зубчасті або з 1–2 пари тупих часток. Одиночна квіткова голівка на шерстистому квітконосі (1–5 см) на верхівці простих або 1–2(3) разів розгалужених стебел. Обгортка 10–15 × 15–18 мм, яйцювата, гола, з приквітками в 4–5 рядів. Квітки від яскраво-блакитного до пурпурового чи білого кольору; периферійні неплідні, дуже променисті; внутрішні рожево-пурпурові. Сім'янки буруваті, ледь запушені, стиснуті, 3–4.2 мм; папуси 1.5–2.2 мм з нерівних лускатих щетинок в 2 ряди.